# Garam Hawa
Garam Hawa é um filme de drama indiano de 1974 dirigido e escrito por M. S. Sathyu. Foi selecionado como representante da Índia à edição do Oscar 1975, organizada pela Academia de Artes e Ciências Cinematográficas.

## Elenco
- Balraj Sahni – Salim Mirza
- A. K. Hangal – Ajmani Sahab
- Gita Siddharth  – Amina Mirza
- Farooq Shaikh – Sikander Mirza
- Dinanath Zutshi – Halim